# Производство и использование автомата Калашникова вне России
В 1950-х годах лицензии на производство автоматов Калашникова (АК) были переданы СССР восемнадцати странам, в основном союзникам по Варшавскому договору. Тогда же ещё одиннадцать государств развернули производство АК без лицензии. Количество стран, в которых АК производился без лицензии малыми сериями, а тем более кустарно, не поддаётся учёту. К настоящему времени, по сведениям «Рособоронэкспорта», срок действия лицензий у всех ранее получивших их государств уже истёк, тем не менее, производство продолжается, поскольку истекли уже и все возможные сроки патентной защиты на оригинальные АК (1949 год создания) и АКМ (1959 год создания). Производство клонов АК развёрнуто в Азии, Африке, на Ближнем Востоке, Европе и США, как по лицензии ОАО «Ижмаш», так и без неё.
По весьма приблизительным подсчётам, всего в мире существует от 70 до 105 миллионов экземпляров различных модификаций автоматов Калашникова.

## Варианты
Приведены только военные модификации. Если не указана ссылка, то разница только в названии, и все функции и возможности идентичны аналогичной советской модели в скобках. Подборка информации, представленной в Poyer’s The AK-47 and AK-74 Kalashnikov Rifles and Their Variations.
| Страна                    | Варианты |
| Албания                   | |
| ------------------------- | --- |
| Албания                   | снайперская винтовка «Tip C» |
| Азербайджан               | |
| винтовка «EM-14», «Хазри» | |
| Болгария                  | AKK (АК), AKKS (АК со складывающемся прикладом) |
| Болгария                  | AKKMS (АКМС) AKKN-47 (АКМН) |
| Болгария                  | AK-47M1 (с чёрной пластиковой фурнитурой) |
| Болгария                  | AK-47MA1/AR-M1 (то же, что и -M1, но под патрон 5.56 mm NATO) |
| Болгария                  | AKS-47M1 (АКМС под патрон 5,56х45 мм), AKS-47MA1 (самозарядный вариант AKS-47M1) |
| Болгария                  | AKS-47S (укороченная версия AK-47M1 с откидным прикладом и лазерным прицелом) |
| Болгария                  | AKS-47UF (укороченная версия -M1, с откидным прикладом), AR-SF (то же, что и −47UF, но под патрон 5.56 mm NATO) |
| Болгария                  | AKS-93SM6 (то же, что и −47M1, но без возможности установки подствольного гранатомёта) |
| Болгария                  | RKKS, AKT-47 (под патрон .22 LR) |
| ГДР                       | В 1956 году из СССР была передана лицензия на производство, после чего был начат выпуск MPi-K (АК), MPi-KS (АКС), MPi-KM (АКМ), MPi-KMS72 (АКМС); |
| Египет                    | AK-47, MISR 7.62 (АКМ), Maadi |
| Венгрия                   | AKM-63, AMD-65, AMD-65M, AMMSZ, AMP, NGM-81 |
| Ирак                      | Табук (M70B1, и M70AB2) — сделаны на основе югославской Zastava M70, применяются китайские патроны M43. |
| Ирак                      | Снайперская винтовка Tabuk (M70B1 с 60-сантиметровым стволом, оптическим прицелом и изменённым ложем) |
| Нигерия                   | AK 47 |
| КНДР                      | АК (под названием "тип 58"), АКМ (под названием "тип 68") |
| Финляндия                 | Valmet Rk 62 |
| Украина                   | НПО «Форт» модернизирует автоматы АКМ и АКМС советского производства (в автоматы АКМ-Ф и АКМС-Ф) и переделывает в самозарядные карабины; также был разработан автомат Вепр. В сентябре 2015 года была представлена разработанная на заводе «Маяк» оперативно-портативная винтовка «Гопак». |
| КНР                       | Тип 56, Тип 81, Тип 87 |
| Пакистан                  | Кустарно и промышленно изготовляемая в автономных районах проживания племен Пакистана |
| Польша                    | kbk AK/pmK (АК), kbk AKS (АКС), kbk Ak PNG60, kbk AKM (АКМ), kbK (AKMS), kbk wz. 88 Tantal (АК со складывающемся прикладом), kbs wz. 96 Beryl |
| Румыния                   | AI (АК), AIS (АКС), AIM и AIMS (АКМ, АКМС), AIR |
| Югославия и Сербия        | Zastava M76, M64 (АК с удлинённым стволом), M64A (с подствольным гранатомётом) M64B (M70 w/ со складывающемся прикладом), M70A, M70AB2, Застава M77 B1, Застава М21. |
| Израиль                   | Галиль |
| Индия                     | INSAS |
| Южная Африка (ЮАР)        | Vektor R4, Truvelo Raptor |

Указанный выше список неполный, в нём указаны лишь основные производители и варианты АК. Россия до сих пор модернизирует AKM.
Базовая модель АК была использована в качестве основы для других успешных оружейных разработок, как например финские Valmet 62/76 и Sako Rk 95 TP, израильский Galil, индийский INSAS и югославские Zastava M76 и M77/82 (не путать с Barrett M82). Существует и ряд разработок типа Булл-пап, например, Pribor-3B и китайский Norinco Type 86S, но ни одна из них не производилась серийно. Модели типа Булл-пап имеют коммерческое применение.

### Описание отдельных моделей
Созданы на базе АК или заимствуют ключевые узлы.
 Венгрия:
- NGM-81 — копия автомата АК74, отличавшаяся использованием в конструкции дерева вместо пластика, усиленным пламегасителем и хромированным покрытием ствола. Принята на вооружение венгерской армии в 1981 году, а в 1990 году была создана версия под патрон 5,56х45 мм.
- AMD-63 — автомат, впервые представленный в 1963 году, выпускался до конца 80-х годов. Имел деревянный приклад, металлическое цевьё, выполненное как единое целое со ствольной коробкой. Также была установлена дополнительная пистолетная рукоятка.
- AMD-65 — укороченная модификация автомата AMD-63, у нового автомата простой трубчатый приклад со стальной пяткой, покрытой резиной. Ствол более короткий, чем у AMD-63, на конце дульный компенсатор.

 Израиль:

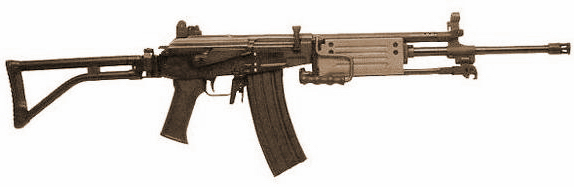
Автомат «Галиль»

- Галиль — копия финского Valmet Rk. 62 (в свою очередь представляющего собой лицензионную копию АК), сделанная израильским конструктором Исраэлем Галили (Балашниковым) и названная в его честь. Использует малоимпульсный патрон 5,56×45 мм НАТО и складной приклад, аналогичный применяемому на винтовках FN FAL Paratrooper[8].

 Иран:
- KL-7,62 — иранская нелицензионная копия автомата Калашникова. Имеются варианты с фиксированным, складным вбок и складным вниз-вперёд прикладом.

 Китай:
- Тип 56 — лицензионная копия АК китайского производства, принятая на вооружение в 1956 году. Основное внешнее отличие — неотъёмный игольчатый штык[9] и полностью закрытая мушка[2].
- Тип 81 — семейство стрелкового оружия (два автомата и ручной пулемёт), принятое на вооружение НОАК в 1981 году для замены Тип 56. Тип 81 использовался в пограничном конфликте с Вьетнамом, где показал свою надёжность. Отличие от прототипа — более длинный ствол[10].
- Тип 86S — автомат, построенный по схеме булл-пап, также созданный на основе АК (некоторые элементы были позаимствованы у FAMAS и Steyr AUG). Коммерчески неуспешная модель. Были проданы только гражданские варианты[11].

 Польша:

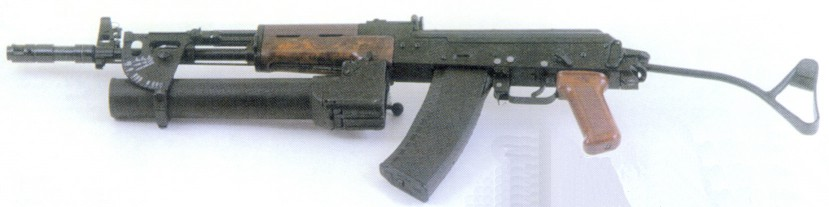
wz.1988 Tantal

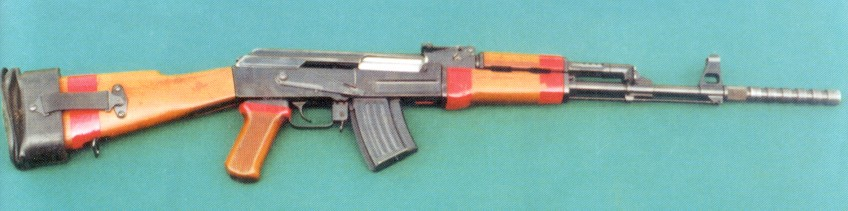
польский PNG 60

- Kbk AK, Kbk AKS, KbK-AKM и KbK-AKMS — лицензионные копии АК, АКС, АКМ и АКМС соответственно.
  - Kbkg wz 60 — автомат с 20-мм наствольным гранатометом-насадкой LON-1, созданный на основе Kbk AK.
- Kbk wz 88 Tantal — польский вариант автомата АК74. Присутствует возможность стрельбы фиксированными очередями по три патрона. Предохранитель-переводчик продублирован. Цевьё и ствольная накладка выполнены из ударопрочного пластика. Приклад — металлический складной вправо, аналогичный восточногерманскому автомату MPiKMS-72. Дульный тормоз-компенскатор удлинен и может использоваться для метания винтовочных гранат. Возможна установка 40-мм подствольного гранатомёта Kbk-g Wz.1974 «PALLAD»
  - Kbk wz 90 Tantal — переделка wz 88 под патрон 5,56 мм НАТО, выпущенная в 1990 году.
- Skbk wz 89 Onyks — вариант АКС74У с УСМ и прикладом, аналогичным wz 88.
  - Skbk wz 91 Onyks — переделка wz 89 под патрон 5,56 мм НАТО, выпущенная в 1991 году.
- KbkS wz 96 Beryl — вариант wz 90 Tantal с удлинённым до 457 мм стволом, новым щелевым дульным тормозом, рамочным прикладом, аналогичным бельгийскому автомату FNC, изменёнными цевьём и накладкой газовой камеры. Возможно использование лёгкой двуногой сошки, надеваемой на ствол, и специальной быстросъёмной планки для установки различных прицелов. В комплект входит клинковый штык-нож.
- KbkA wz 96 Mini-Beryl — вариант wz 89 Onyks с удлинённым до 235 мм стволом, изменённым пламегасителем, прикладом и быстросъёмной планкой, аналогичными таковым у wz 96. Помимо стандартного магазина на 30 патронов возможно использование специально разработанных 20-зарядных магазинов[12].
- PNG 60

 Румыния:

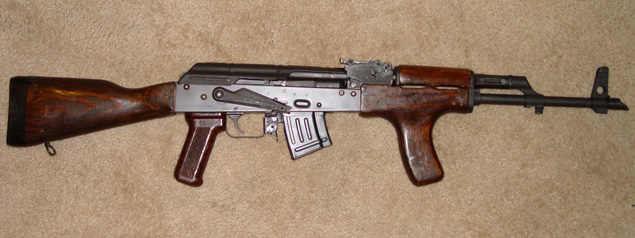
Румынский автомат АIM с магазином на 10 патронов

- PM md 63 — клон АКМ с дополнительной передней рукояткой, интегрированной в цевьё.
- PM md 65
- PA md 86
- PM md 90

 Украина:
- Вепрь — украинский автомат, построенный по схеме булл-пап, впервые был представлен в 2003 году. В его основе лежит АК74, конструктивно он схож со стрелковым комплексом ОЦ-14 Гроза[13].
- АКМ-Ф — представляет собой автомат Калашникова АКМ советского производства у которого были заменены все пружины, отрегулирован спусковой механизм с заменой рычага автоматического спуска, установленной планкой Пикатинни а также с пластиковыми цевьём и прикладом.

 Финляндия:
- Valmet Rk 62 — автомат, созданный по лицензии на основе автомата Калашникова в 1950-х годах. Внешнее отличие от прототипа — форма цевья, приклада и пламегасителя. На его основе также созданы пулемёты и снайперские винтовки.

 Хорватия:
- APS 95 — лицензионный вариант израильского автомата Галил, отличающийся фурнитурой (формой цевья и пистолетной рукоятки) и прицельными приспособлениями. Успешно использовался хорватами в ходе конфликтов на Балканах в середине 1990-х годов[14].

 Чехословакия/ Чехия:
- LADA ČZ 2000 — система стрелкового вооружения, созданная на основе АКС-74, АКС-74У и РПКС-74. Основные отличия — наличие в УСМ храповика, подобного таковому у KA WZ.88, полиамидовые детали, новый прицел, складной рамочный приклад. Изначально на вооружении состояли варианты под патрон 5,45 мм, однако в настоящий момент армия Чехии перешла на 5,56-мм вариант семейства[15].

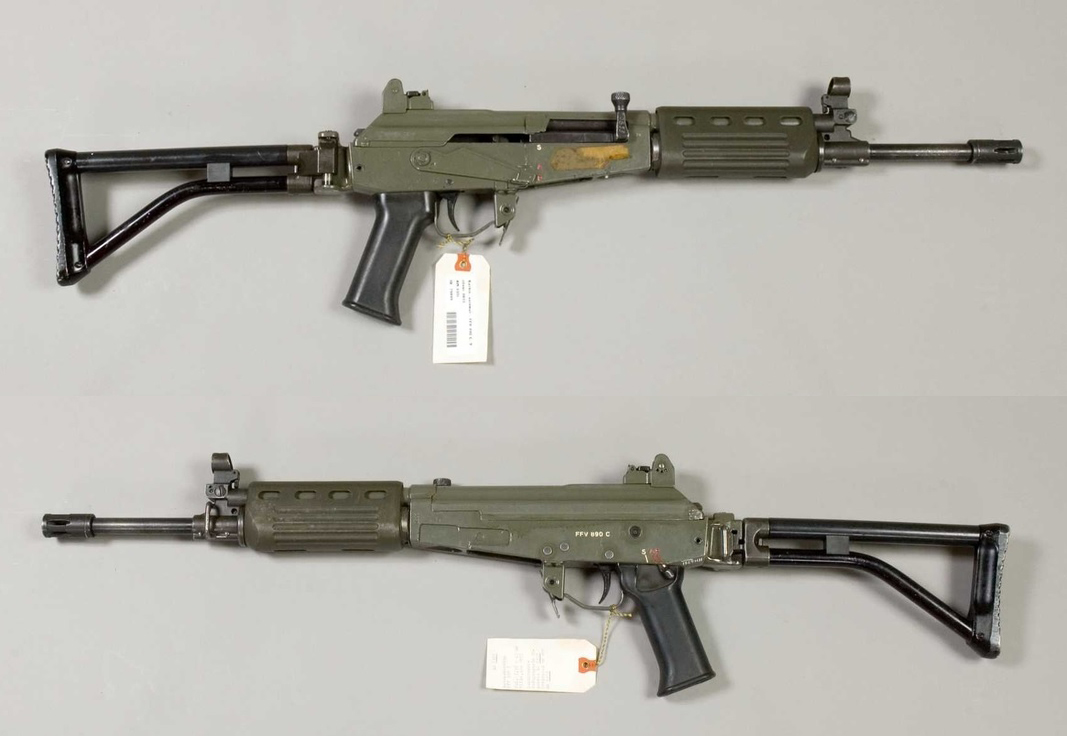
FFV 890C

 Швеция:
- FFV 890C

 Югославия:
- Zastava M64
- Zastava M70
- Zastava M77
- Zastava M80
- Zastava M90
- Zastava M92

## Эксплуатанты автомата Калашникова и лицензированных изделий на базе АК

География распространения автоматов Калашникова:
эксплуатанты АК
страны выпускающие/выпускавшие собственные варианты на базе АК
эксплуатанты только модернизированных автоматов

Автоматы Калашникова различных модификаций состоят на вооружении 50 иностранных армий.

### Страны
- Азербайджан
- Албания[17]
- Алжир[17]
- Ангола[17]
- Армения[17]
- Афганистан[18]
- Бангладеш[17]
- Беларусь
- Бенин[17]
- Босния и Герцеговина
- Болгария[17]
- Ботсвана[17]
- Венгрия[17]
- Восточный Тимор
- Вьетнам: вариант Type 56 активно использовался НФОЮВ[19].

| - Габон - Гайана - Гвинея - Гвинея-Бисау - ГДР - Греция: используется специальным подразделением по борьбе с терроризмом EKAM греческой полиции. - Грузия - Демократическая Республика Конго - Египет - Замбия - САДР - Зимбабве - Израиль - Йемен - Индия: используется подразделением Force One. - Индонезия - Ирак - Иран - Кабо-Верде - Казахстан - Камбоджа - Катар - Кыргызстан - Коморы - КНДР: использовались варианты Type 56 и Type 58. - Китай: использовался вариант Type 56. - Куба - Лаос | - Лесото - Либерия - Ливия - Литва: используются полицией. - Мадагаскар - Мали - Мальта: используется вариант Type 56. - Марокко - Молдова - Мозамбик - Монголия - Мьянма: используется вариант Type 81. - Намибия - Непал: используется вариант Type 81. - Нигерия - Пакистан: используется вариант Type 56. - Панама: используются венгерские копии АК - Перу - Польша - Республика Конго - Республика Корея - Румыния - Россия - Сан-Томе и Принсипи - Сейшельские Острова | - Сирия - Сомали - Судан - Суринам - США - Сьерра-Леоне - Таджикистан - Таиланд - Танзания - Того - Туркменистан - Турция - Узбекистан - Украина - Филиппины: используется полицией Сантьяго-сити. - Финляндия - ЦАР - Чад - Чехословакия - Шри-Ланка: используется вариант Type 56. - Экваториальная Гвинея - Эфиопия: используется вариант Type 56. - Эритрея - ЮАР - Югославия |

## Примечания

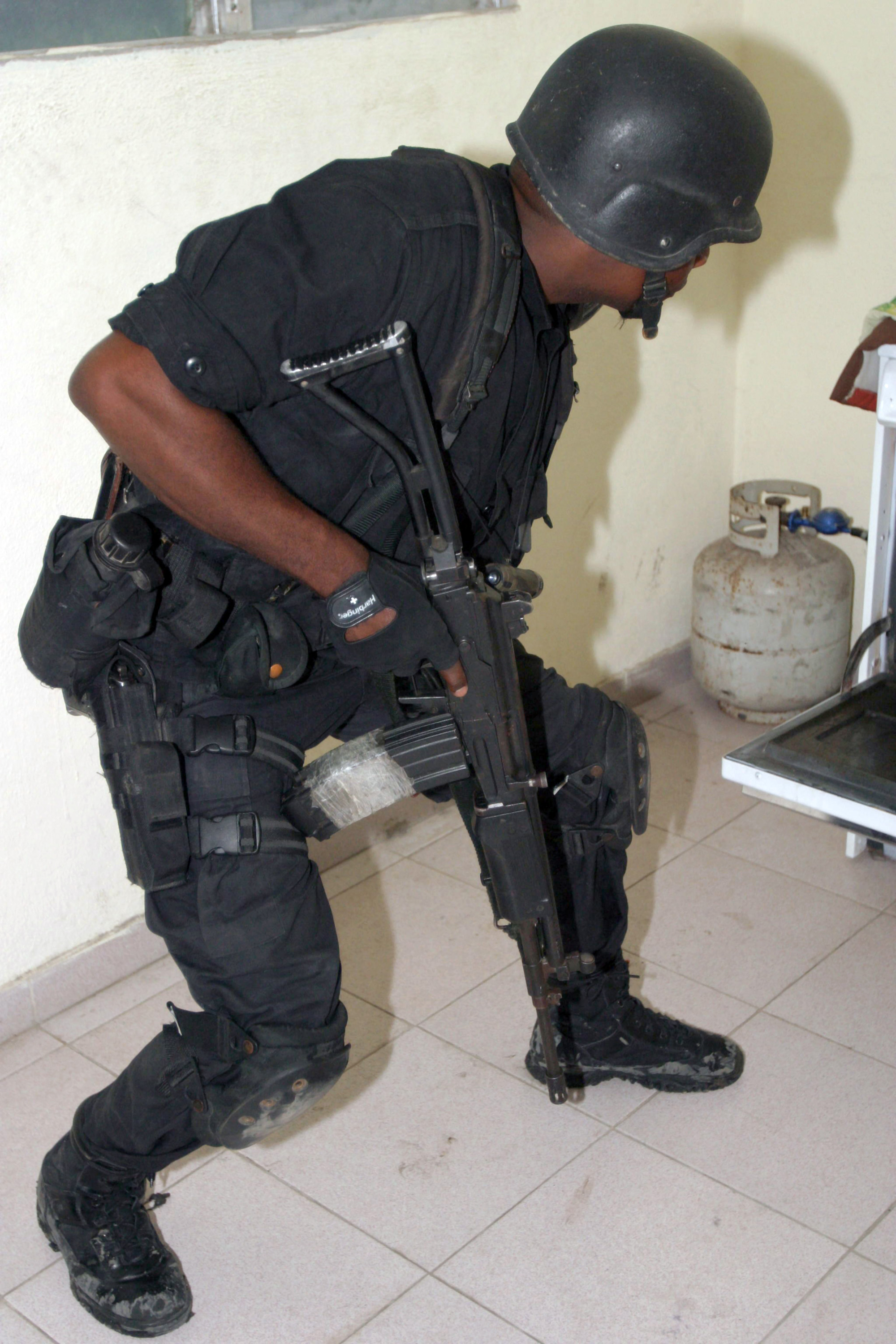
Южноафриканский R4

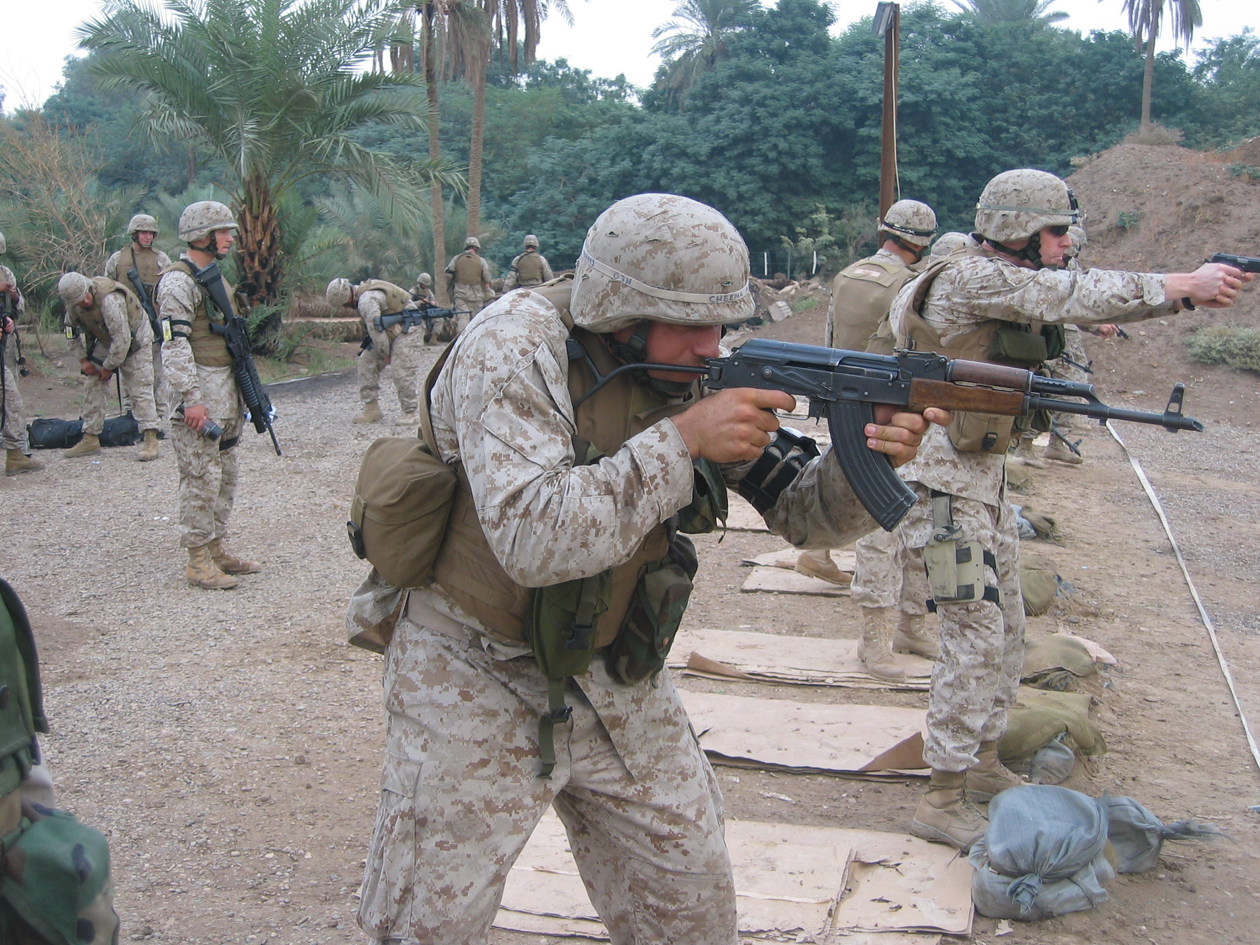
Восточногерманский MPiKMS-72 в руках американского морского пехотинца

### Непризнанные государства
| - Республика Абхазия - НКР - Палестинская национальная администрация - ЧРИ - Кавказский эмират* - Южная Осетия | - Вазиристан - Пунтленд - Азад Кашмир - Джамму и Кашмир - Приднестровская Молдавская Республика - ДНР - ЛНР |

### Организации и формирования
| - Ирландская республиканская армия - Воины Ирландии - Ассоциация обороны Ольстера - Красные бригады - Баскские сепаратисты - Армия освобождения Косова - Сомалийские пираты - Исламское государство Ирака и Леванта | - Народная Освободительная Армия Курдистана - Талибан - Афганские моджахеды - Северный альянс - Красные кхмеры - Тигры освобождения Тамил-Илама - Фронт национального освобождения Огадена - Аль-Каида - Объединённая таджикская оппозиция | - Союз исламских судов - УНА-УНСО - Национальный фронт освобождения Южного Вьетнама - Организация моджахедов иранского народа - Пешмерга - Хамас - Хезболла - Добровольческий украинский корпус - Украинская добровольческая армия - КСИР |